# Euchilia angusta
Euchilia angusta är en skalbaggsart som beskrevs av Thierry Bourgoin 1915. Euchilia angusta ingår i släktet Euchilia och familjen Cetoniidae. Inga underarter finns listade i Catalogue of Life.